# 阿斯普河
阿斯普河（法語：Gave d'Aspe，法語發音：[ɡav dasp]）是法國新阿基坦大区大西洋比利牛斯省的河流，长58.1千米，发源自比利牛斯山，于奥洛龙-圣玛丽与奥索河汇流为奥洛龙河。

## 外部連結
- http://www.geoportail.fr （页面存档备份，存于）
- The Gave d'Aspe at the Sandre database （页面存档备份，存于）